# Carrilobo
Carrilobo   es un pueblo situado en el departamento Río Segundo, Córdoba, Argentina.
Se encuentra sobre la ruta E-52 a 153 km de la ciudad de Córdoba.
La principal actividad económica es la agricultura y la ganadería.
En conmemoración de la Asunción de la Virgen María, cada 15 de agosto se celebran las fiestas patronales.

## Población
Cuenta con 1544 habitantes (Indec, 2022), lo que representa un descenso del 12% frente a los 1763 habitantes (Indec, 2010) del censo anterior.
| Gráfica de evolución demográfica de Carrilobo entre 1991 y 2022 |
|                                                                 |
| Fuente: Censos nacionales del INDEC                             |

## Parroquias de la Iglesia católica en Carrilobo
| Diócesis  | Villa María                   |
| --------- | ----------------------------- |
| Parroquia | Nuestra Señora de la Asunción |